# Mike Ross

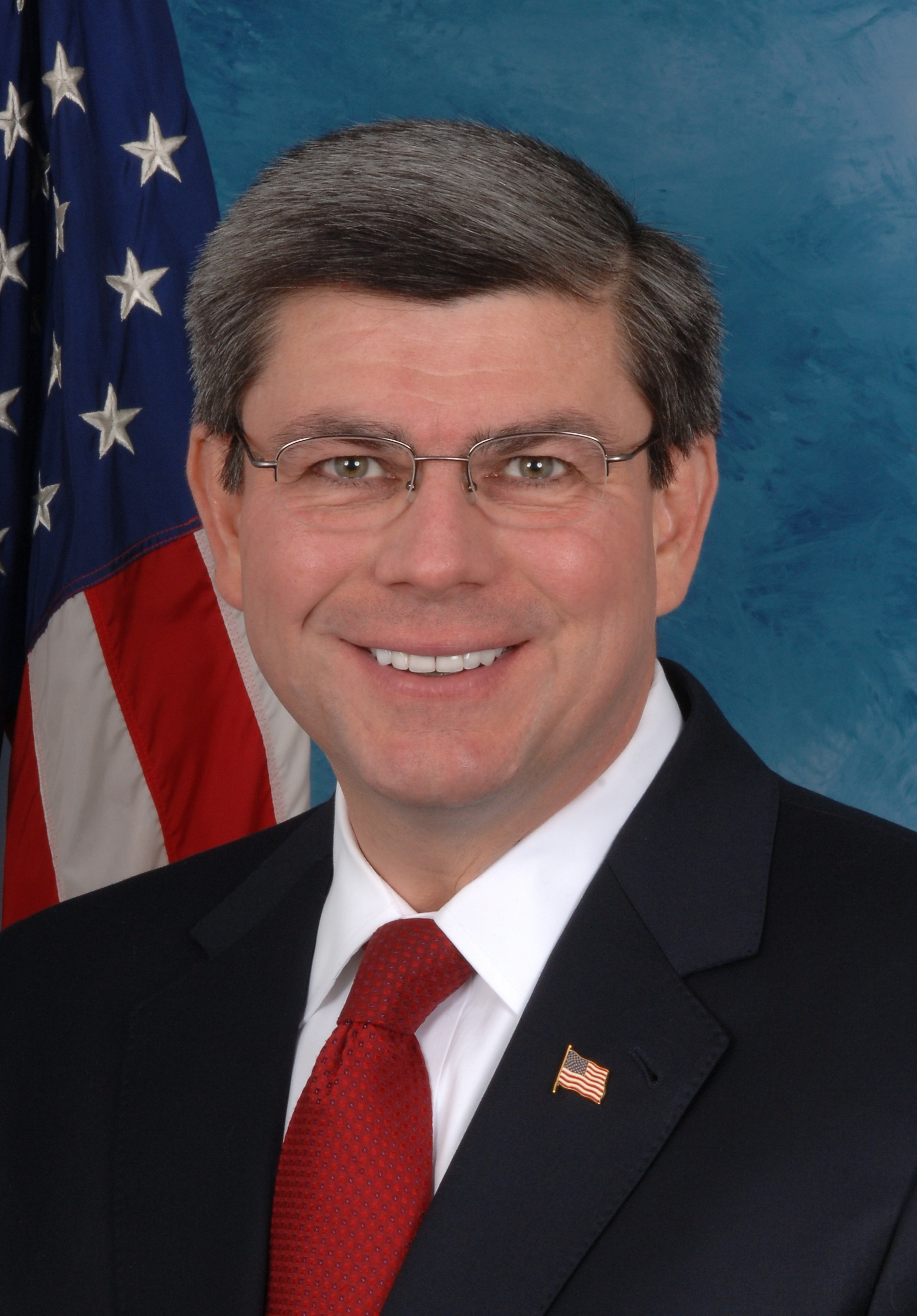
Mike Ross

Michael Avery „Mike“ Ross (* 1. September 1961 in Texarkana, Arkansas) ist ein amerikanischer Politiker (Demokratische Partei). Als Mitglied des Repräsentantenhauses vertrat er zwischen 2001 und 2013 den vierten Kongresswahlbezirk des Bundesstaates Arkansas. Er bewarb sich vergeblich um das Amt des Gouverneurs von Arkansas bei der Wahl 2014.
Bei den Kongresswahlen 2000 war Ross der einzige Demokrat, dem es außerhalb von Kalifornien gelang, einen republikanischen Amtsinhaber abzulösen. 2004 stellten die Republikaner gegen ihn keinen Kandidaten auf. Ross war im 112. Kongress stellvertretender Fraktionsvorsitzender der Blue Dog Coalition, eines Bündnisses von finanz- und gesellschaftspolitisch konservativ eingestellten Abgeordneten der Demokratischen Partei.
Im Jahr 2012 verzichtete er auf eine weitere Kongresskandidatur und schied am 3. Januar 2013 aus seinem Amt, um sich auf den Wahlkampf für das Amt des Gouverneurs von Arkansas vorzubereiten, das 2014 neu gewählt wurde. Nachdem sein Parteikollege Bill Halter im August 2013 aus dem Rennen um die Nominierung der demokratischen Partei für die Kandidatur ausgeschieden war, um die Partei zu einen und ihre Chancen zu erhöhen, wurden Ross bessere Aussichten auf die Wahl zum Gouverneursamt eingeräumt: Larry Sabato von der University of Virginia stufte die Entscheidung daraufhin als „Toss Up“ (völlig offen) ein, obwohl die jahrzehntelange demokratische Dominanz in Arkansas in den letzten Jahren zusammengebrochen ist und von einer republikanischen Vorherrschaft abgelöst zu werden scheint. Am Wahltag, dem 4. November 2014, verlor er die Wahl gegen den früheren Kongressabgeordneten Asa Hutchinson (Republikanische Partei) jedoch deutlich. Für Ross sprachen sich 41 Prozent der Wähler aus, Hutchinson vereinte 55 Prozent auf sich.